# Guineabissauisches Kreol

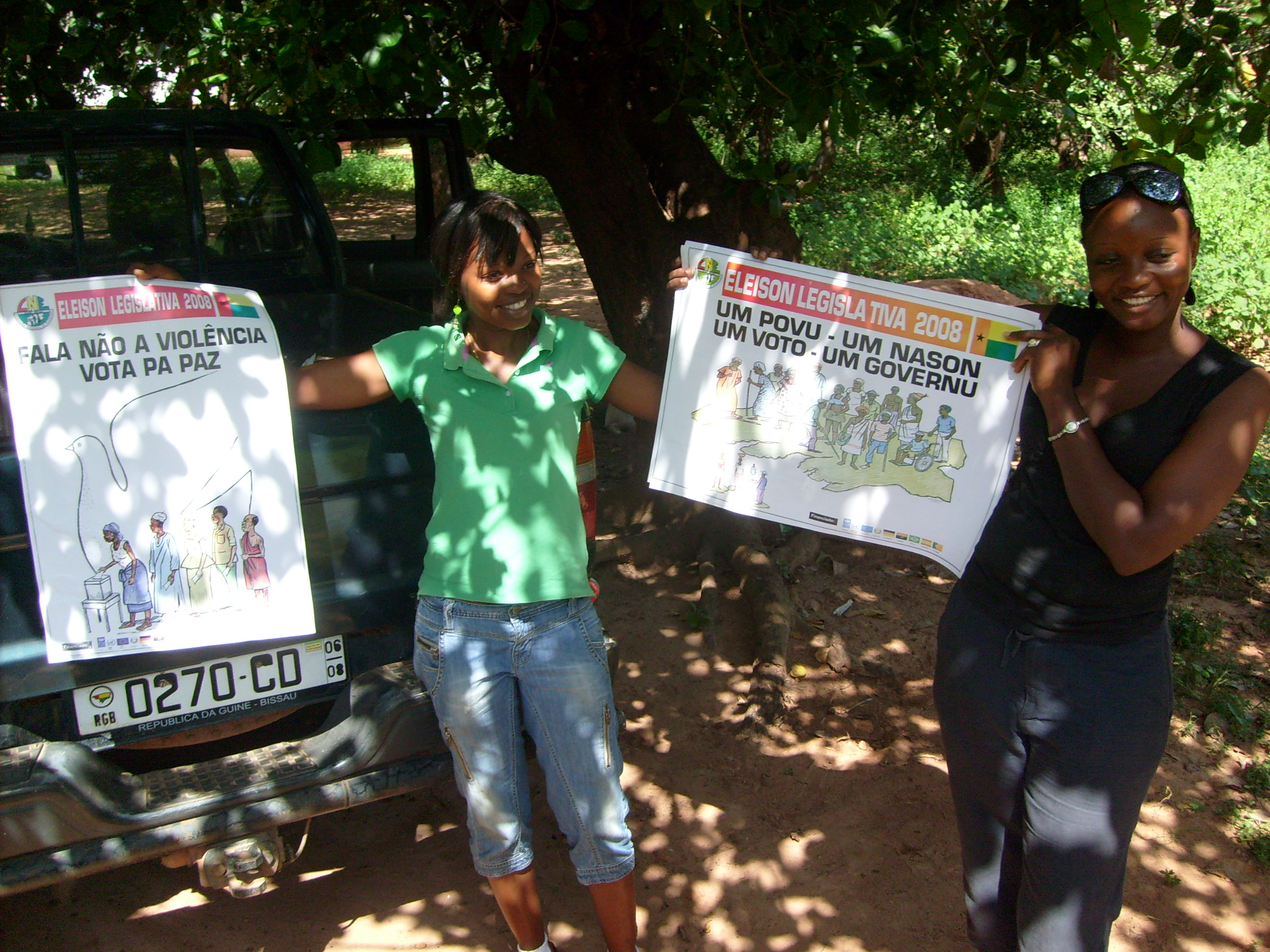
Wähler-Bildungsposter in guineabissauischem Kreol für die Parlamentswahl von 2008, Region Biombo

Das Guineabissauische Kreol (Eigenbezeichnung kriol, kiriol oder kriolu variierend mit den Dialekten; crioulo da Guiné auf Portugiesisch) ist die Verkehrssprache des westafrikanischen Landes Guinea-Bissau.
Es ist eine portugiesischbasierte Kreolsprache und sehr nahe verwandt mit dem Kapverdischen Kreol auf Kap Verde. Kriolu wird inzwischen von schätzungsweise 15 % (206.000) der Guineabissauer als Muttersprache gesprochen, als Zweitsprache von etwa 46 % (600.000); es wird auch in Teilen des Senegal gesprochen, vor allem als Handelssprache. Portugiesisch selbst ist seit der portugiesischen Kolonialzeit die einzige offizielle Sprache Guinea-Bissaus, obwohl es nicht regelmäßig von einem Großteil der Bevölkerung gesprochen wird.
Oberguinea-Kreolsprachen sind die ältesten portugiesischbasierten Kreolsprachen in Afrika, die zunächst um die portugiesischen Siedlungen entlang der nördlichen Küste Westafrikas erschienen sind. Bissau-Guineisches Kreol ist daher unter den ersten portugiesischen Kreolsprachen. Portugiesische Händler und Siedler begannen sofort, sich mit den Westafrikanern zu vermischen; dies wurde zu einer Regel unter portugiesischen Entdeckern und zum Hauptgrund für die große Zahl an portugiesischen Kreolsprachen auf der Welt. Eine kleine Körperschaft von Siedlern, genannt lançados („die Vorandringer“), begann die portugiesische Sprache weiter zu verbreiten und auf Einheimische durch Heirat Einfluss zu üben.
Es gibt drei Hauptdialekte dieser Kreolsprache in Guinea-Bissau und Senegal:
- Bissau und Bolama
- Bafatá
- Cacheu–Ziguinchor

Die Substratsprachen des Kreols sind die Sprachen der lokalen Völker: Mandingas, Manjacos, Pepéis, Mancagne und andere, aber der größte Teil des Wortschatzes (ungefähr 80 %) entstammt dem Portugiesischen.